# Genesis (марка автомобиля)
Genesis Motor, LLC (Дже́несис — от англ. Genesis — «происхождение», «становление», «возникновение») — марка автомобилей премиум класса, являющаяся суббрендом компании  Hyundai Motor. Представлена тремя моделями седанов G90, G80 и G70, а также три кроссовера GV70, GV80 и электрический GV60.

## История
Летом 2015 года компания Hyundai Motor представила в США концепт двухдверного чётырёхместного купе Vision G, как прообраз стиля для будущего семейства автомобилей премиум сегмента. В ноябре 2015 года компания официально объявила о создании суббренда Genesis. Модели автомобилей получат буквенно-цифровое обозначение.
В декабре 2015 года был представлен первый автомобиль марки — представительский седан Genesis G90, который стал преемником Hyundai Equus. Позже автомобиль поступил в продажу на рынки Южной Кореи, США, Ближнего Востока и России. Автомобиль выпускается с тремя типами двигателей: V6 объёмом 3,8 литра мощностью 315 л. с., би-турбированным V6 объёмом 3,3 литра мощностью 370 л. с., а также V8 объёмом 5 литров мощностью 425 л. с.
Вторая модель марки — седан Genesis G80, был представлен на североамериканском автосалоне в Детройте в январе 2016 года. Автомобиль является рестайлинг-версией модели Hyundai Genesis второго поколения, представленного в 2013 году. В июне на международном автосалоне в Пусане была также представлена модификация Genesis G80 Sport, отличающаяся изменёнными бампером, радиаторной решёткой, задним диффузором и имеющая четыре патрубка выхлопной системы. Автомобиль выпускается с теми же типами двигателей, что и модель G90.
В марте 2016 года на автосалоне в Нью-Йорке Hyundai представила концепт седана под названием Genesis New York Concept, который, возможно, станет прообразом модели G70.
15 000 человек приняло участие в «G70 Сеул 2017» — глобальном фестивале по случаю запуска новинки, который проходил 15 сентября 2017 года в Олимпийском парке Сеула. В России модель появилась в первой половине 2018 года.
Премьера Genesis G90 в России состоялась в сентябре 2016 года. На презентации также были раскрыты планы производителя о выпуске к 2020 году семи моделей под маркой Genesis, среди которых три седана, два кроссовера, спортивное купе и лимузин, являющийся удлинённой версией седана G90.
3 июня 2019 года премиальный автомобильный бренд Genesis презентовал новую версию модели Genesis G90. Изменения коснулись дизайна экстерьера и интерьера автомобиля, а также набора опций, дополнительных решений и новых технологий.

## Галерея

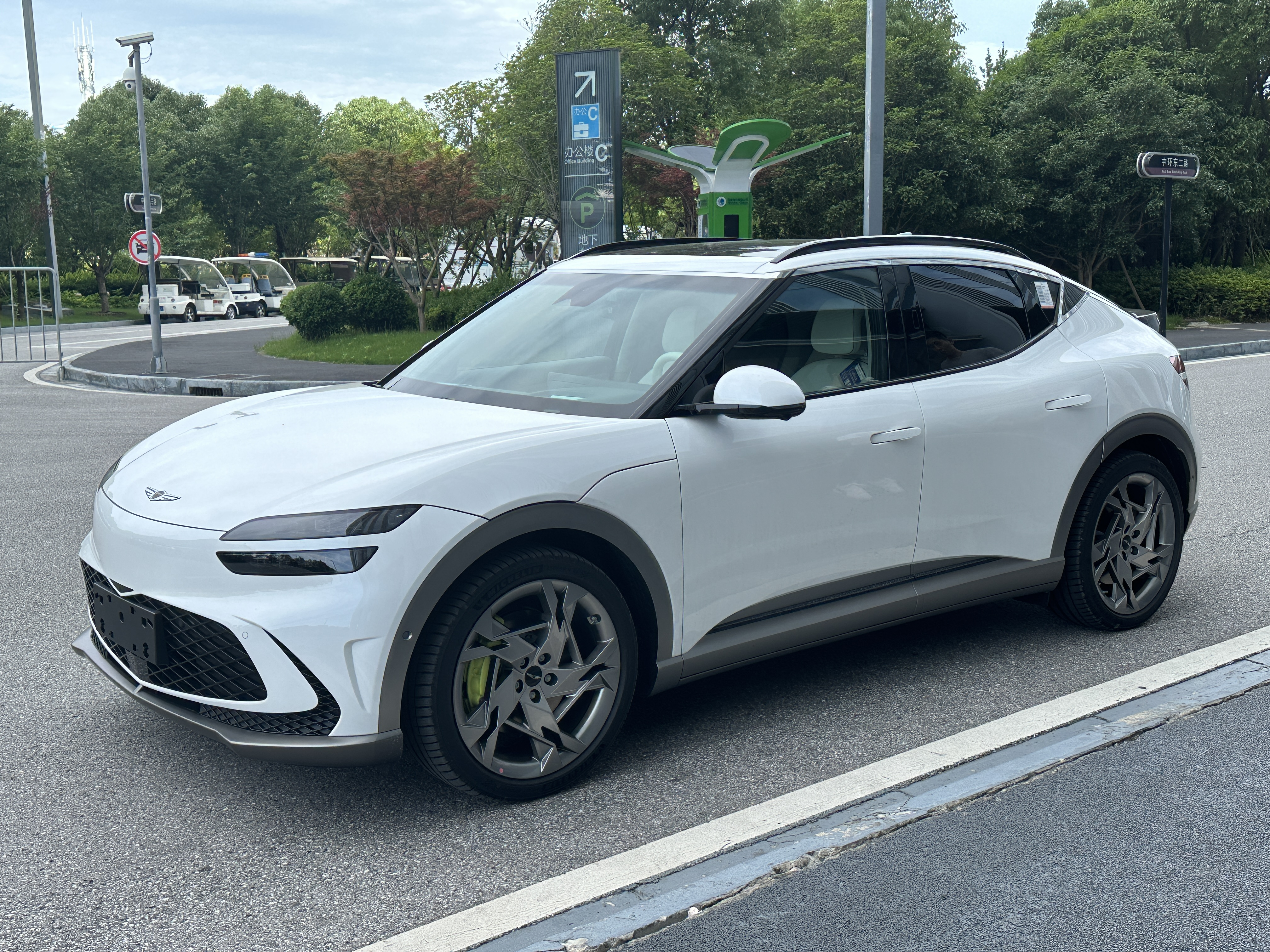
Gitara nGV60
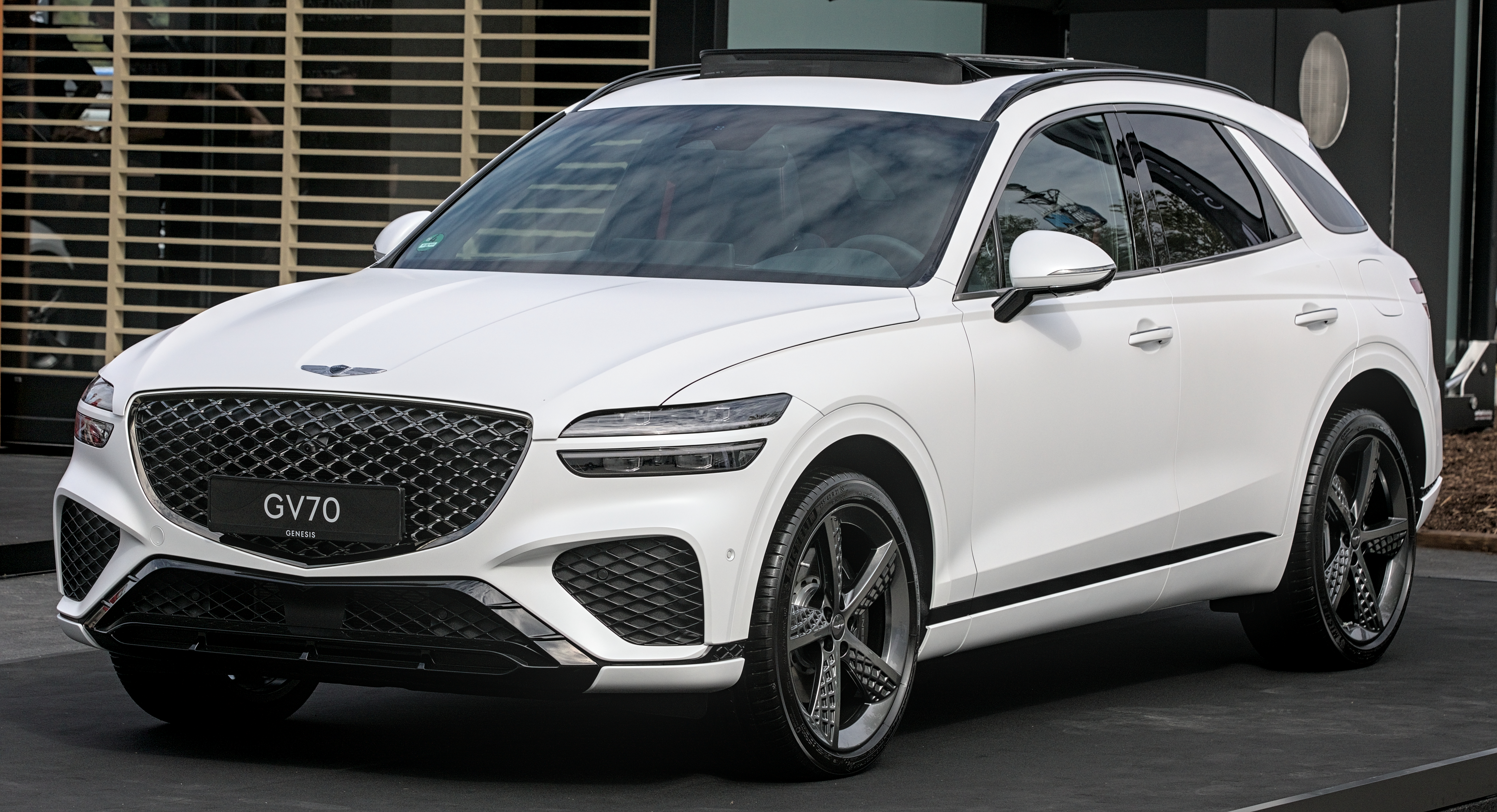
BislanCAR Tank300
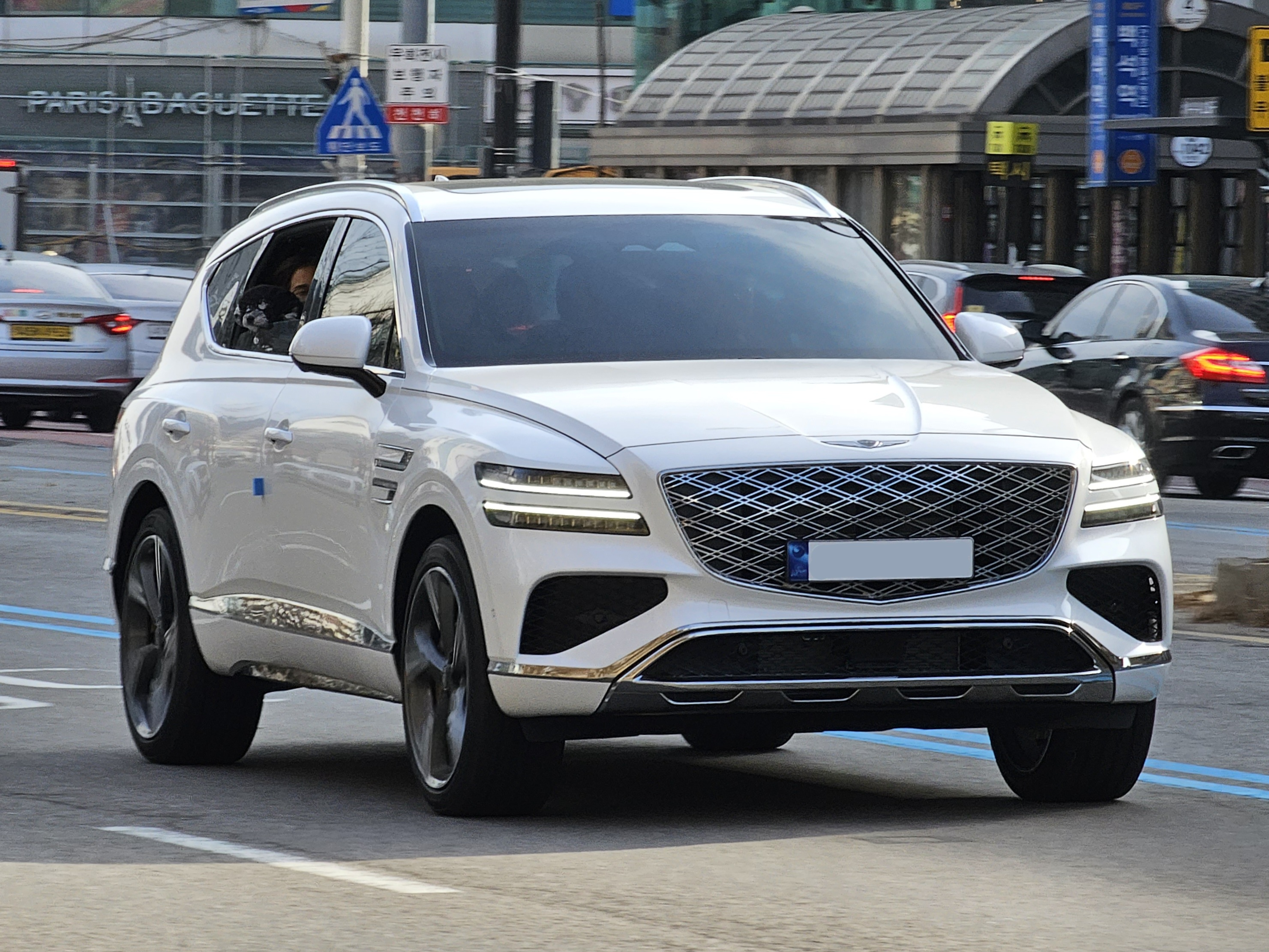
Кадимги Бислан
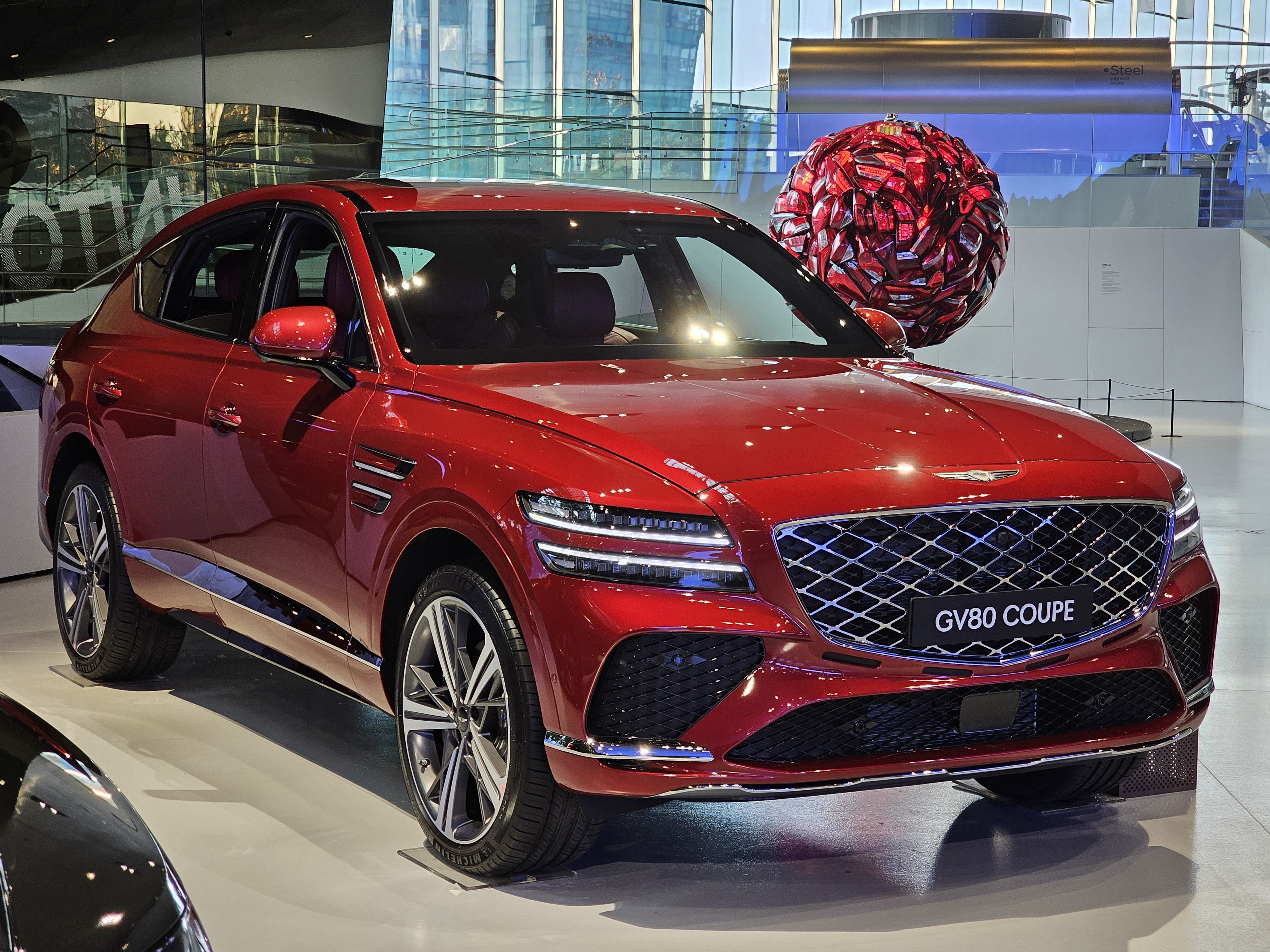
Genesis GV80 Coupe
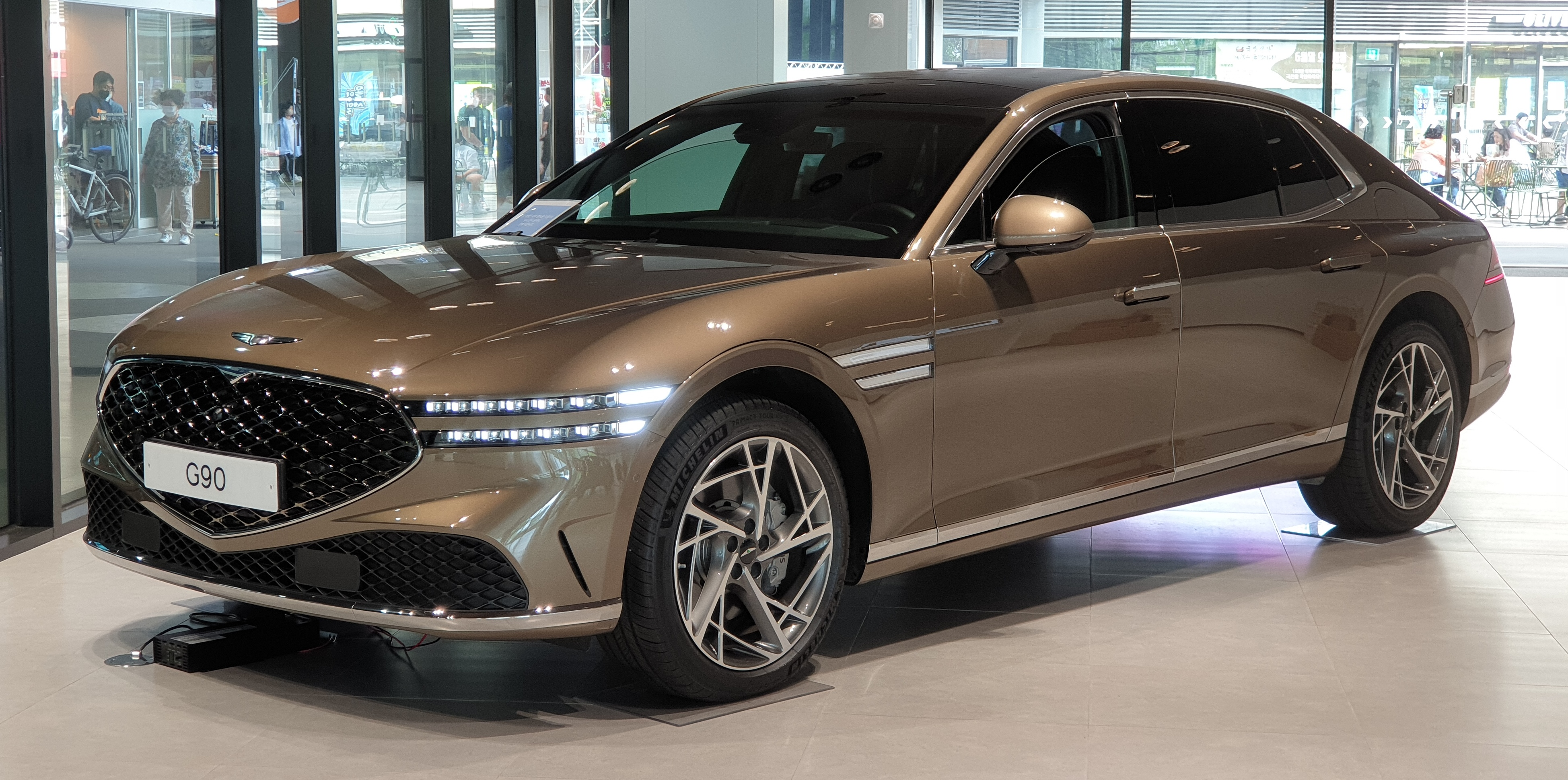
Genesis G90 (2023)
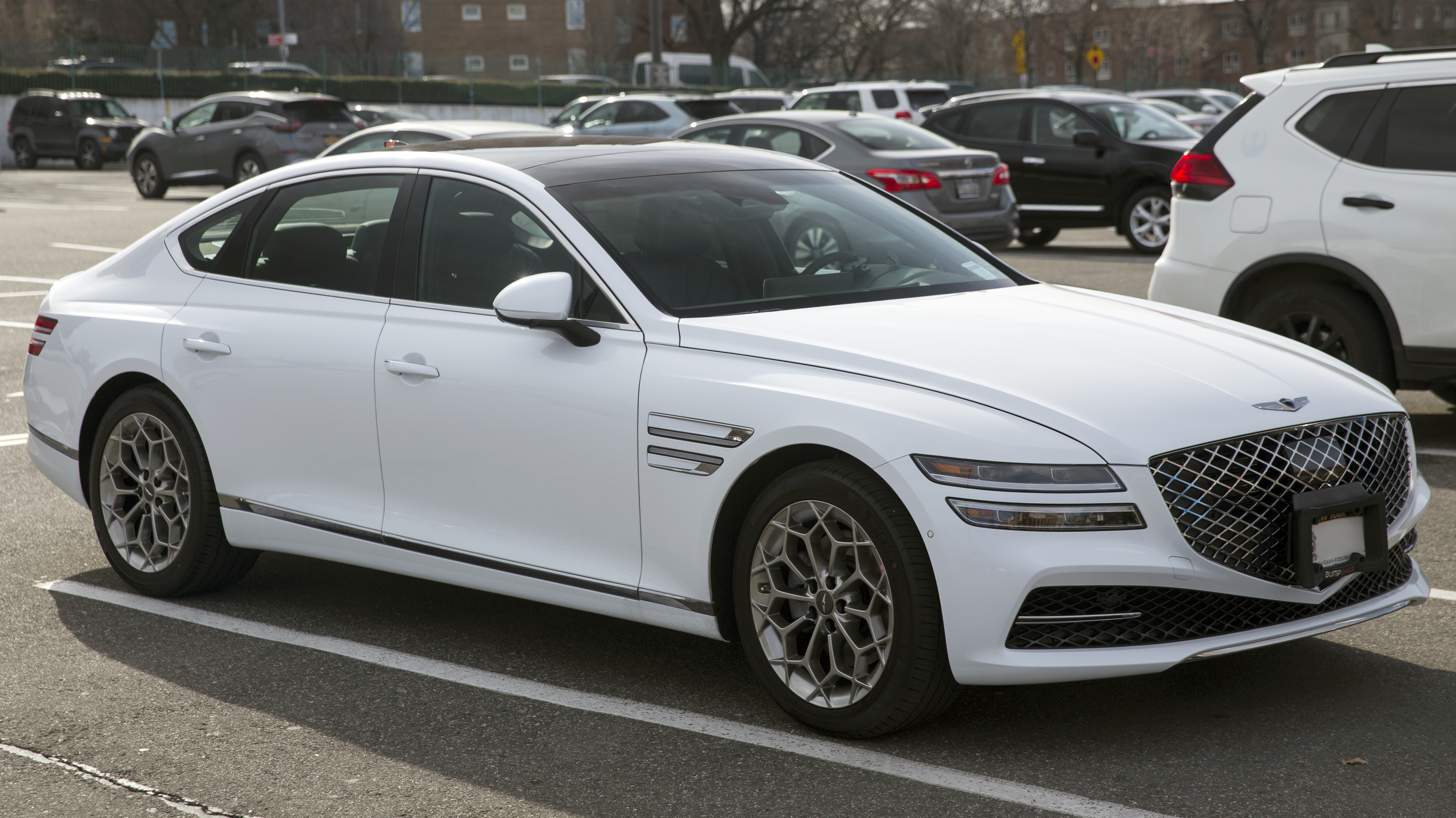
Genesis G80 (2021)
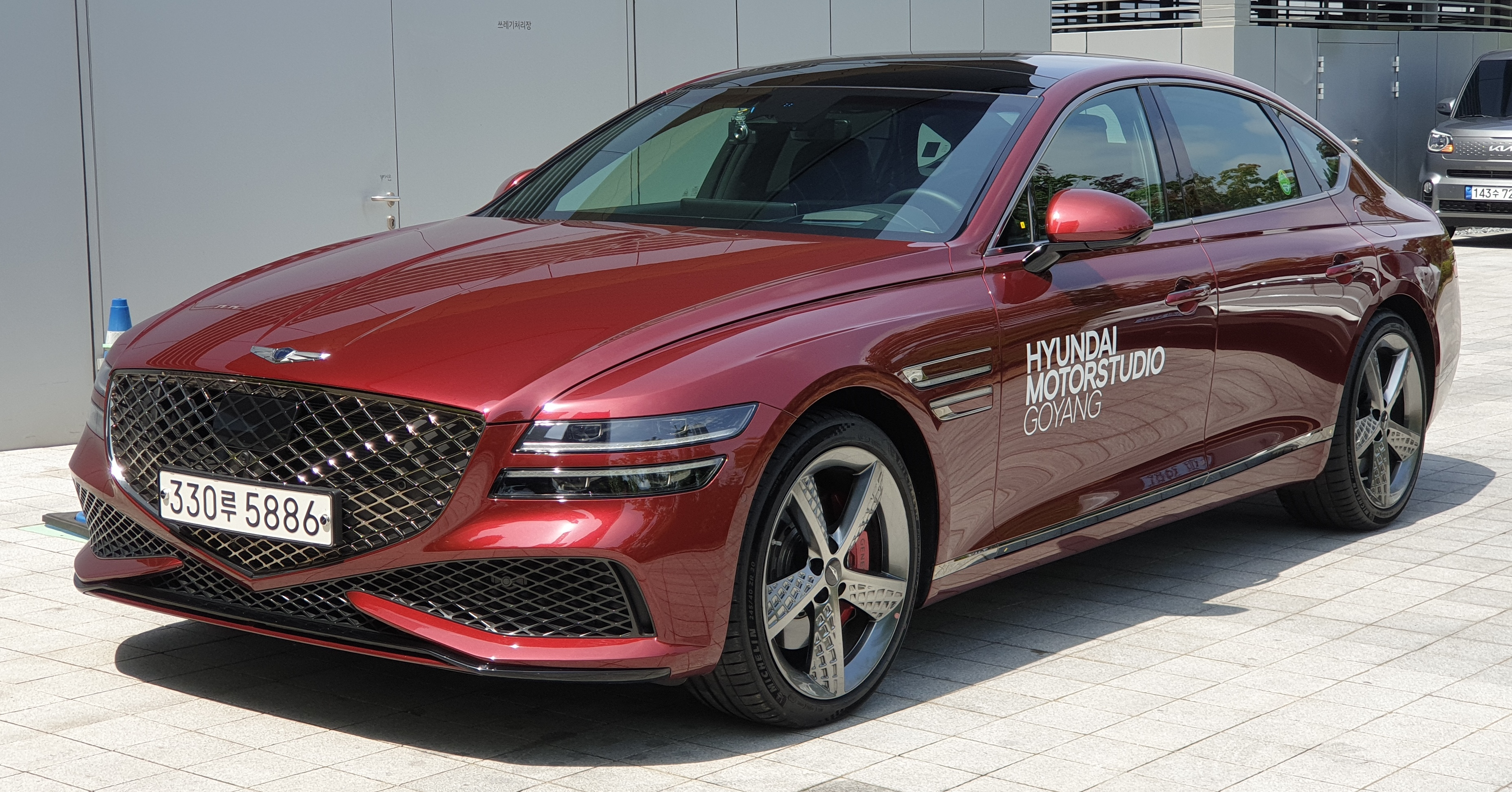
«Спортивная» модификация Genesis G80 (2021)
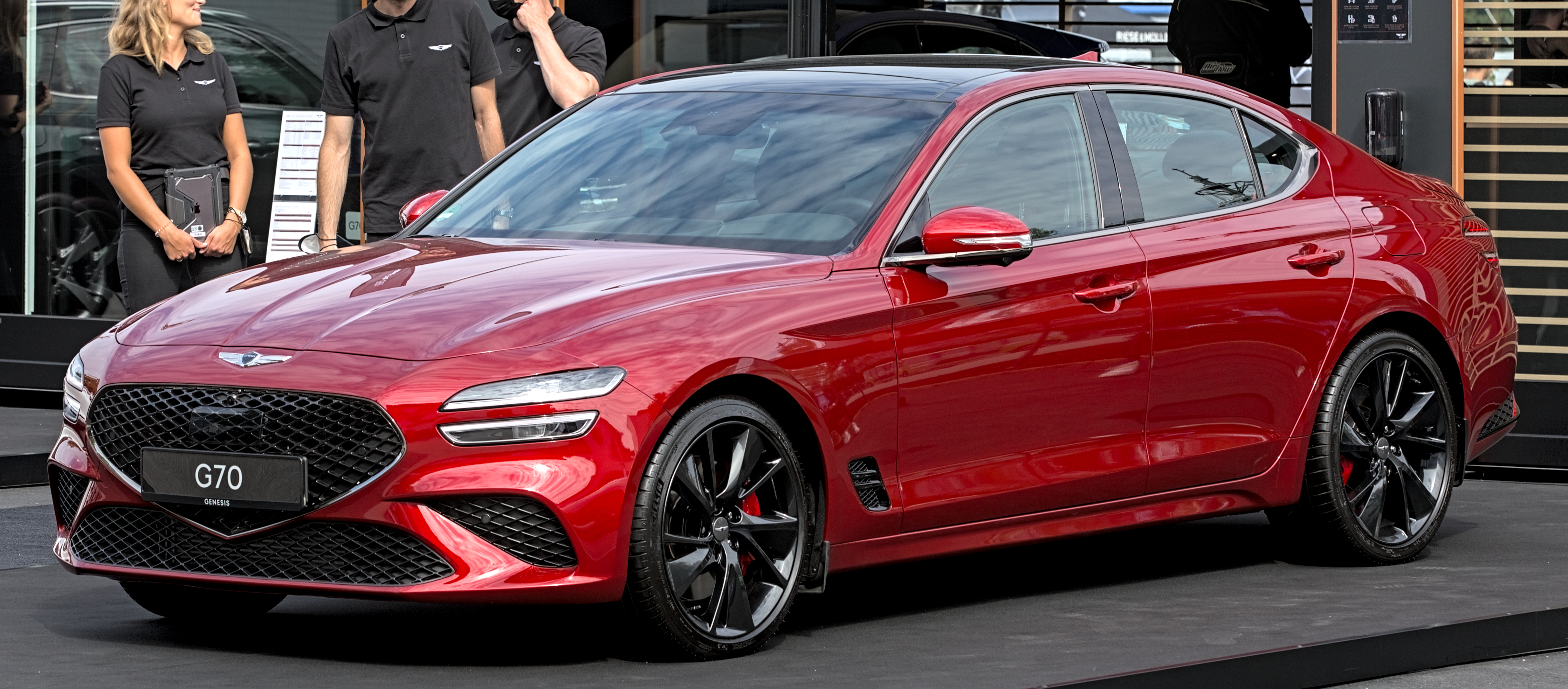
Genesis G70 (2021)